# Діаграма (модель)

Діаграма станів, що представляє редагування Вікіпедії

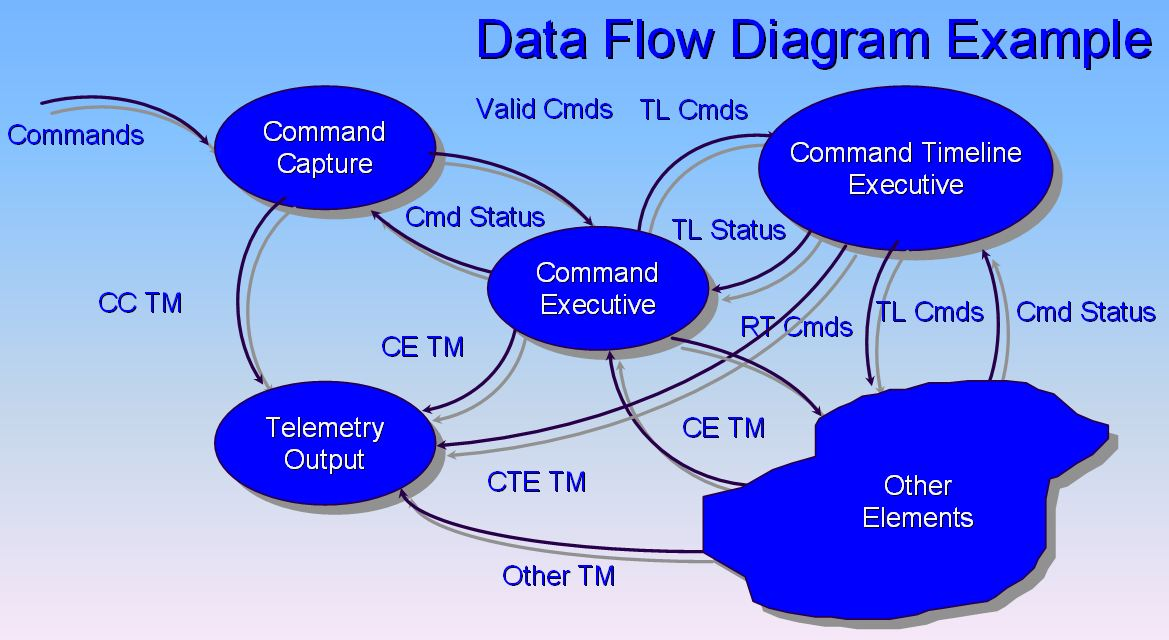
Приклад діаграми потоків даних

Діаграма (англ. Diagram; від грец. Διάγραμμα (diagramma) — зображення — малюнок, рисунок або креслення) — графічне зображення, що представляє відношення між деякими поняттями, і подається в певній нотації.
Діаграми використовують в моделюванні структур даних, процесів, станів, послідовностей виконання операцій тощо.

## Основні типи діаграм
- Діаграми Венна — для ілюстрації теоретико-множинних відношень.
- Діаграма Ґанта — для ілюстрації плану, графіка робіт.
- Діаграма потоків даних — для візуалізації процесів обробки даних.
- Ментальна карта
- Хордова діаграма

та інші.